# Avenue Ernest Cambier
Pour les articles homonymes, voir Ernest Cambier et Cambier.
L'avenue Ernest Cambier (en néerlandais : Ernest Cambierlaan) est une avenue bruxelloise de la commune de Schaerbeek qui va de l'avenue Chazal à la place Général Meiser en passant par la rue des Chardons et la rue des Pavots. Elle prolonge l'avenue Général Eisenhower.

## Histoire et Description
La rue porte le nom de l'explorateur belge Ernest Cambier, qui créa le premier chemin de fer du Congo à la fin du XIXe siècle. Un monument lui est dédié non loin de là, avenue Général Eisenhower.
Précédemment cette artère s'appelait avenue des Hortensias.
La numérotation des habitations va de 7 à 167 pour le côté impair et de 2A à 42 pour le côté pair.
La ville d'Ath possède une rue Ernest Cambier.

## Adresses notables
- nos 2A-2B : Stade Chazal
- no 2 : (SGP)
- no 36 : Hêtre pourpre répertorié comme arbre remarquable (cir. 2,82 m) par la Commission des monuments et des sites.

## Galerie de photos

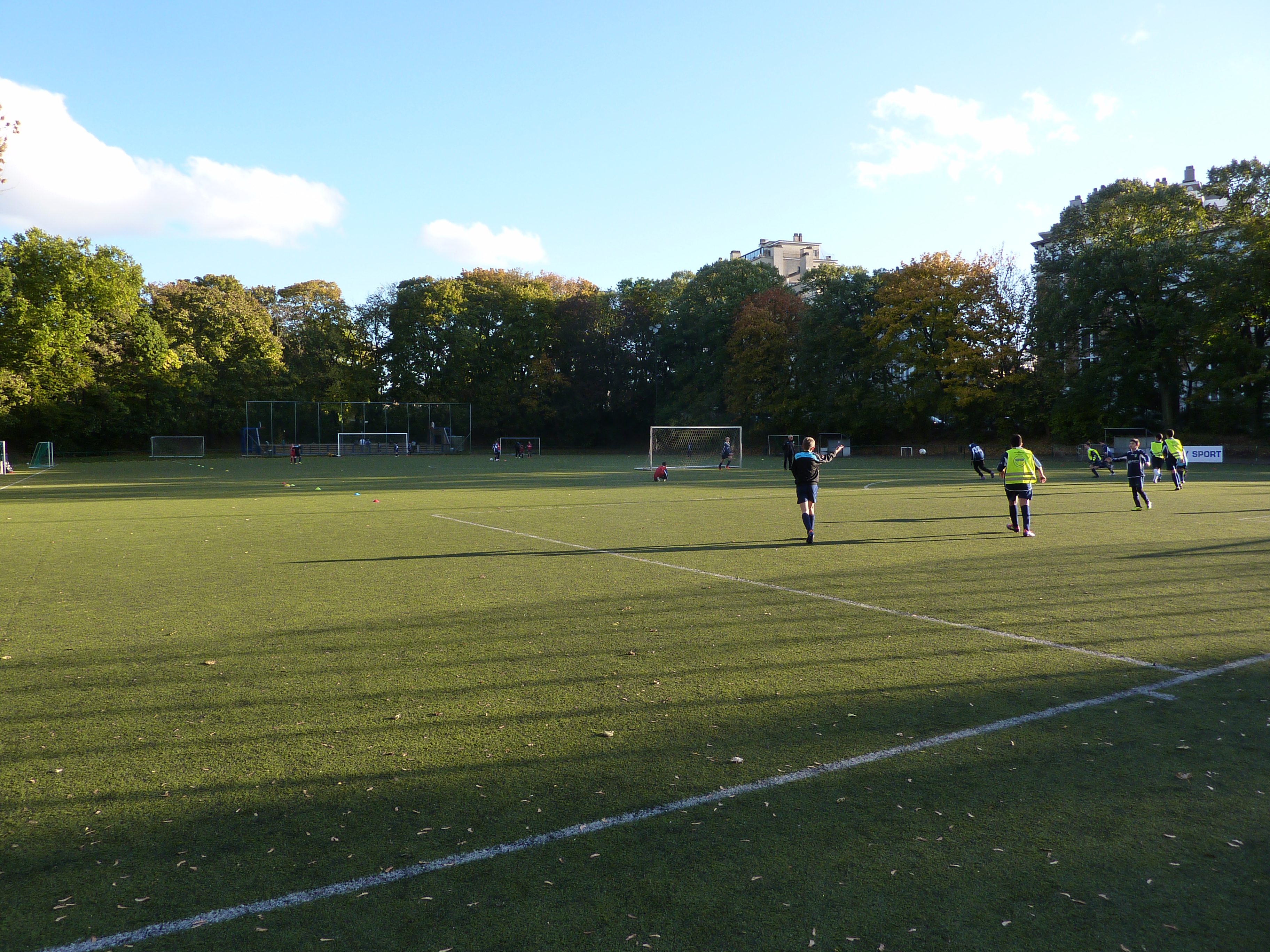
Stade Chazal

## Voies d'accès
côté avenue Chazal
arrêt Chazal des bus 64 et 65
station Villo! no 163
côté rue des Pavots
Gare de Meiser
côté place Meiser
arrêt Meiser des trams 7, 25 et 62
station Villo! no 150